# Ogród udręczeń

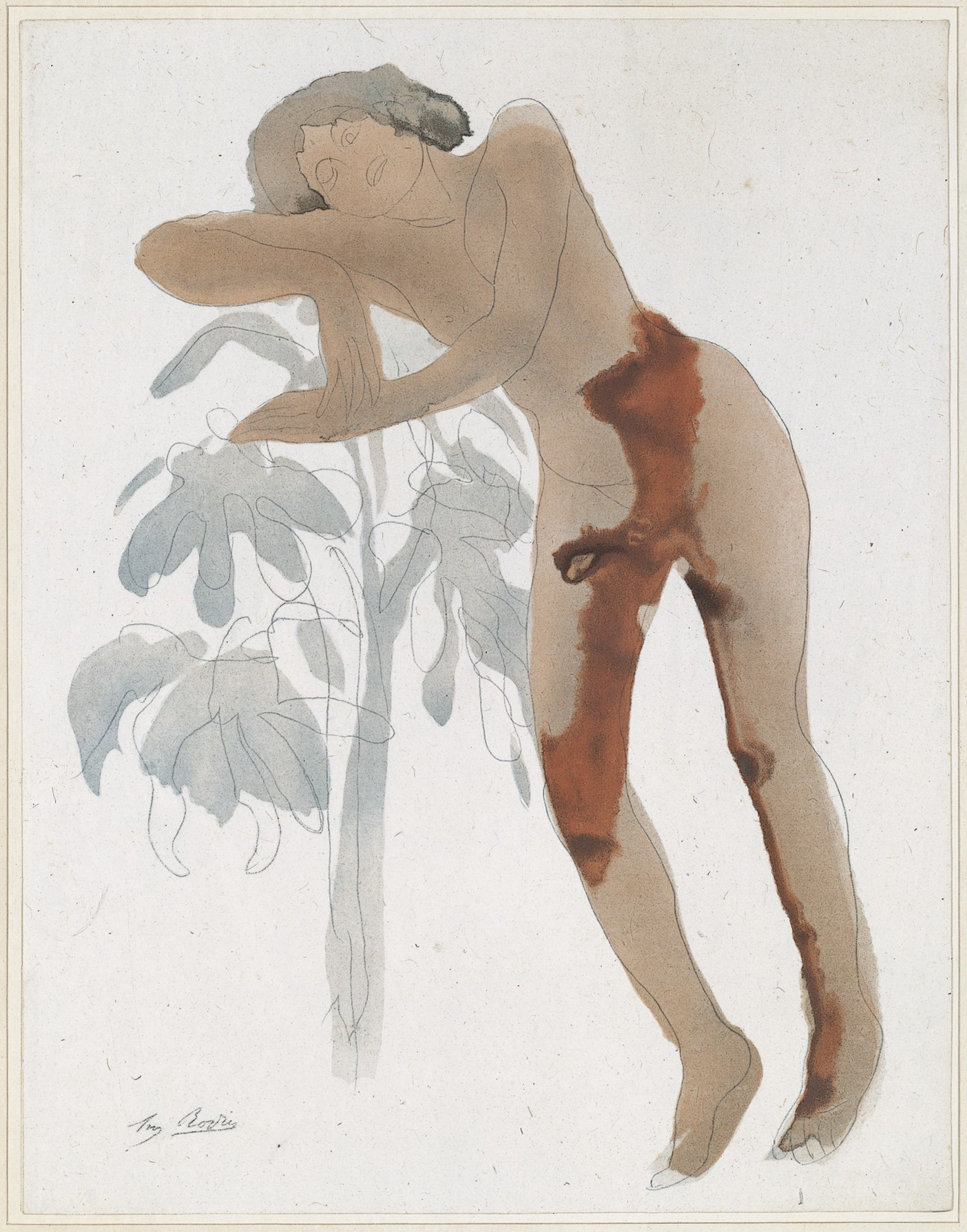
Litografia Auguste’a Rodina będąca ilustracją wydania Le Jardin des supplices z 1902 roku

Ogród udręczeń (fr. Le Jardin des supplices) – powieść Octave’a Mirbeau, wydana w czerwcu 1899 roku przez wydawnictwo Fasquelle. Obok Dziennika panny służącej jest najpopularniejszym i najczęściej tłumaczonym utworem pisarza. Powieść jest połączeniem opublikowanych już wcześniej tekstów autorstwa Mirbeau. Składa się z trzech części: Frontispice, En mission, Le Jardin des supplices. 